# Іллінка (Перекопський район)
Іллі́нка (до 1945 року — Яни-Джелішай, крим. Yañı Celişay) — село Перекопського району Автономної Республіки Крим.
Розташоване на півдні району.

## Історія
Поблизу Іллінки виявлено залишки поселення та кургани доби бронзи.